# Predeal
Predeal (pronunciat en romanès [preˈde̯al]) és una ciutat del comtat de Brașov, Transsilvània (Romania). Predeal, una ciutat turística de muntanya, és la ciutat més alta de Romania. Es troba a la vall de Prahova a una altitud superior a 1000 metres.
La ciutat administra tres pobles: Pârâul Rece, Timișu de Jos i Timișu de Sus. Predeal està agermanada amb Macugnaga, Itàlia.
A partir dels anys 2000, la zona va experimentar un boom en la construcció i ara moltes famílies riques posseeixen refugis de muntanya a Predeal.
Durant el Festival Olímpic d'Hivern de la Joventut Europea de 2013, va acollir les competicions d'esquí a travessia pel país i surf de neu.

## Nom
El nom Predeal deriva de la paraula eslava predel, que significa "frontera".

## Història
La ciutat va resultar greument malmesa durant la batalla del pas de Predeal durant la Primera Guerra Mundial. Tot i que la ciutat es va perdre davant les forces atacants de les potències centrals, la batalla va resultar en una victòria defensiva romanesa.

## Geografia
Predeal està situat a la regió de desenvolupament Centru de Romania, a la vall de Prahova, a la part sud del comtat de Brașov. Les ciutats veïnes inclouen Azuga al sud, Bușteni al sud-oest, Râșnov al nord-oest i Brașov al nord.
La ciutat és muntanyosa, amb les muntanyes Piatra Mare al nord, les muntanyes Bucegi al sud-oest i el massís Postăvarul al nord-oest. Els boscos al voltant de Predeal tenen una fauna rica i diversificada, que inclou un gran nombre de senglars, martes europees, óssos, guineus, llops grisos, cérvols, esquirols, conills, teixons i galls de bruc.

## Clima
Predeal té un clima continental càlid i estiu humit (Dfb a la classificació climàtica de Köppen).

## Turisme
La ciutat de Predeal és una destinació turística molt coneguda a Romania, especialment a l'hivern.
Predeal té cinc grans pistes d'esquí, cadascuna amb un nivell de dificultat. La majoria tenen armes de neu i algunes estan equipades amb projectors i remuntadors. Les pistes oscil·len entre els 790 metres (2,590 ft) (Clăbucet variantă) fins a 2,243 metres (7,359 ft) (Cocoșul).
Alguns dels atractius turístics de la ciutat inclouen el xalet 3 Brazi, el xalet Susai i el xalet Poiana Secuilor. Molt a prop de Predeal hi ha diverses destinacions turístiques, com el castell de Peleş, la ciutadella de Râșnov, el castell de Bran, el nucli antic de Brașov, Biserica Neagră i el canó de les set escales.
La ciutat ha estat certificada com a estació climàtica per decret governamental (HG 226/1992) a causa de l'aire fortament ionitzat ric en radiació ultraviolada i la baixa pressió atmosfèrica. Per això, Predeal és popular dins de la comunitat de curació holística.

## Infraestructures
La ciutat la travessen dues carreteres nacionals (DN73A i DN1) i un ferrocarril nacional (Línia 300, una de les principals línies de Romania). Predeal és una de les ciutats que travessarà la futura autopista Bucarest - Brașov.

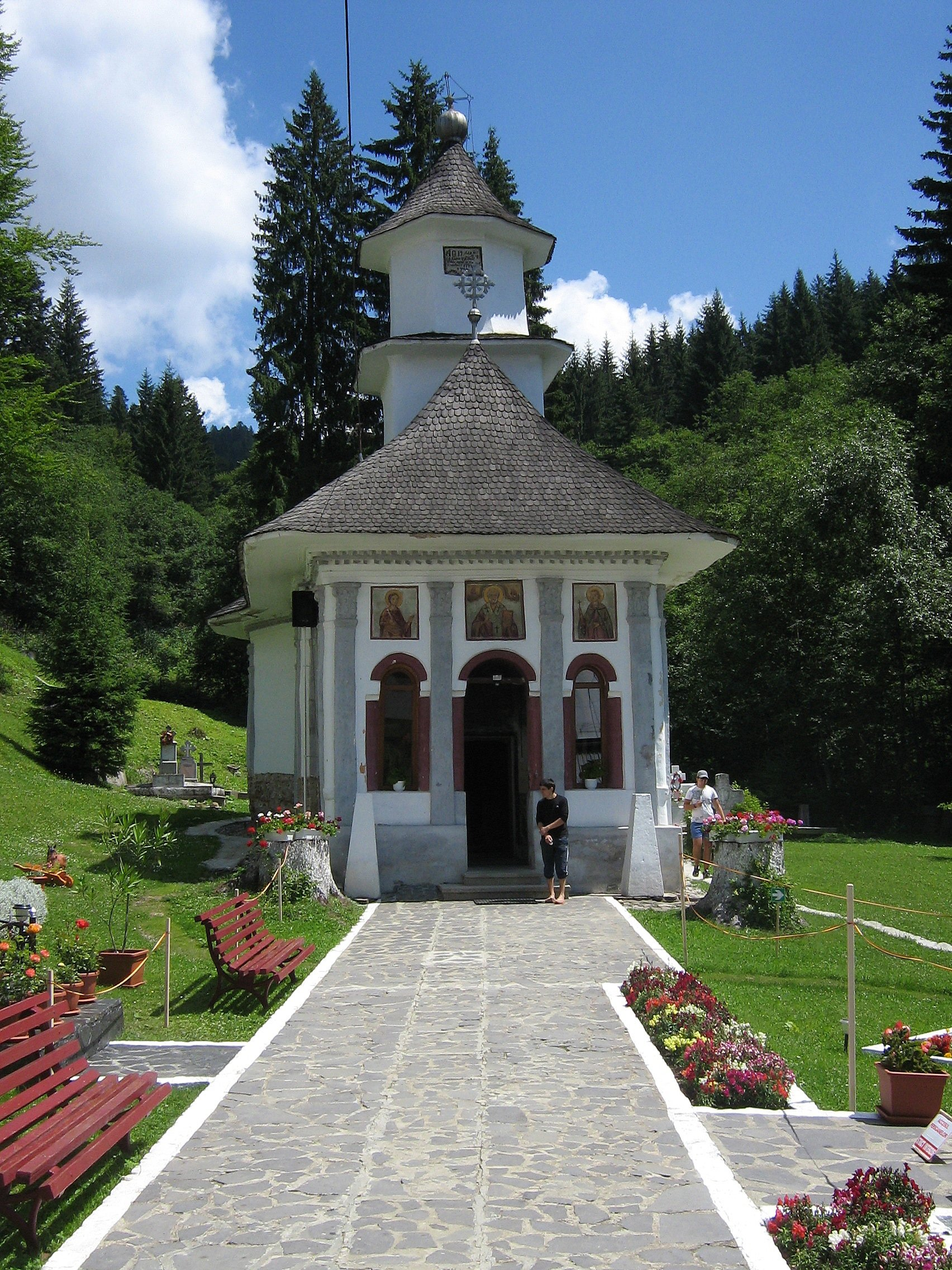
Monestir de Predeal
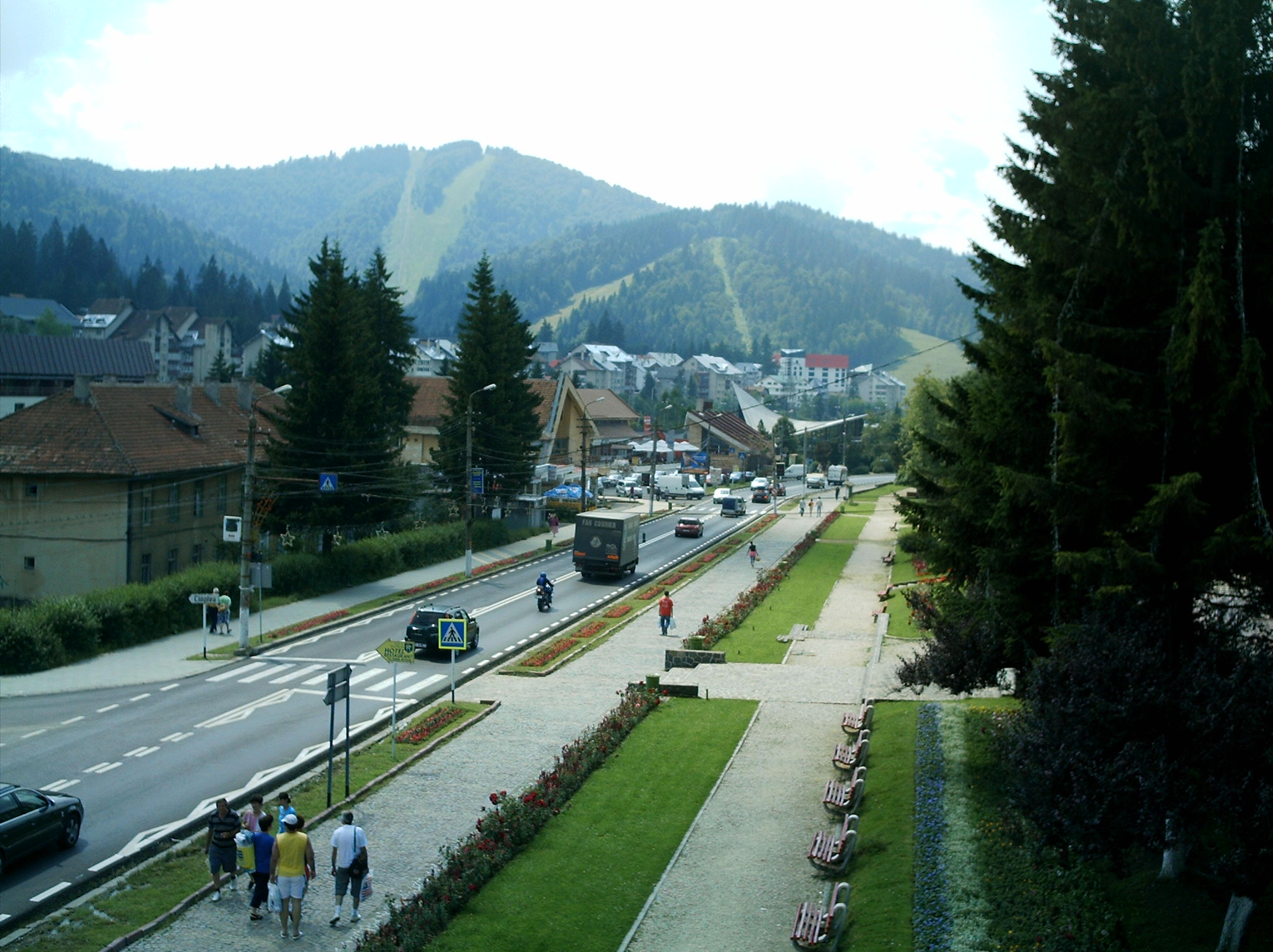
Carrer a Predeal
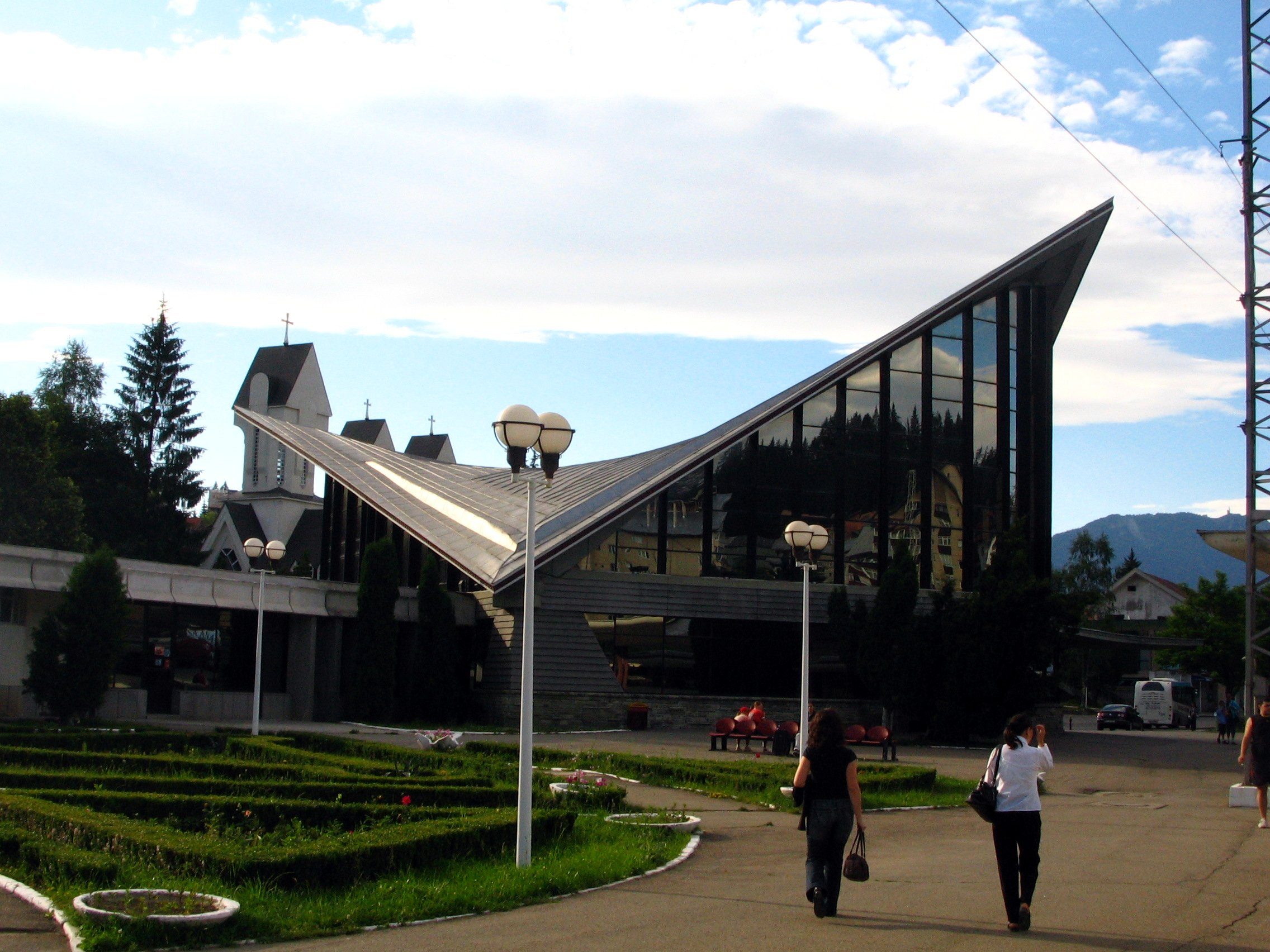
Estació de ferrocarril Predeal
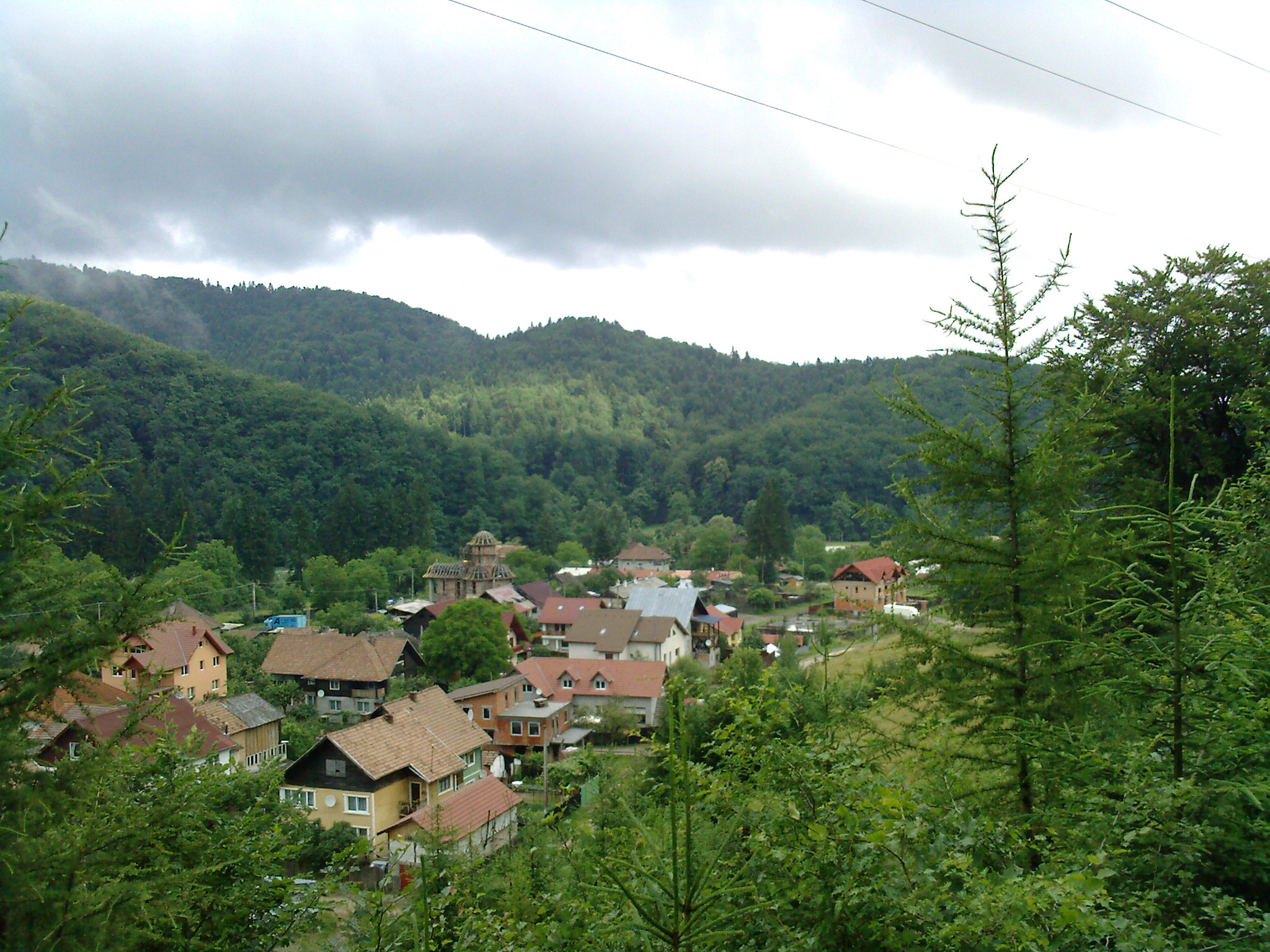
Poble Timișu de Jos